# Advocaat
Advocaat (o advokat) és una beguda alcohòlica cremosa feta d'ous, sucre i brandi. La seva graduació alcohòlica varia entre el 14 i el 20% i sovint també conté o bé aroma de vainilla o bé nata o llet evaporada.
Té els seus orígens en la presència d'holandesos al Surinam, on hi utilitzaven alvocats. Quan varen tornar a Europa, els van substituir per ous i la recepta es popularitzà.